# Piercia nimipunctata
Piercia nimipunctata là một loài bướm đêm trong họ Geometridae.